# Liacarus murotensis
Liacarus murotensis är en kvalsterart som beskrevs av Aoki 1988. Liacarus murotensis ingår i släktet Liacarus och familjen Liacaridae. Inga underarter finns listade i Catalogue of Life.